# Cantigny
Cantigny är en kommun i departementet Somme i regionen Hauts-de-France i norra Frankrike. Kommunen ligger i kantonen Montdidier som tillhör arrondissementet Montdidier. År 2022 hade Cantigny 110 invånare.

## Befolkningsutveckling
Antalet invånare i kommunen Cantigny
| Referens: INSEE |